# Curtiss-Wright X-100
Curtiss-Wright X-100 byl dvoumístný experimentální konvertoplán, letoun kategorie VTOL. Mohl tedy vzlétat a přistávat kolmo. Vyrobila jej americká divize Curtiss-Wright VTOL System Division společnosti Curtiss-Wright Corporation na konci 50. let 20. století. Vývoj přitom proběhl na náklady společnosti. Letoun byl navržen pro otestování vrtulí ze skleněných vláken, které měly generovat radiální vztlak a  koncepci naklápěcích gondol. Spolu s letounem Curtiss-Wright X-19, který navázal na letoun X-100, patří mezi poslední letouny, které společnost Curtiss Wright vyrobila.

## Konstrukce
Konvertoplán byl hornokřídlý letoun, který měl trup tvořený příhradovou konstrukci, ta byla zakončena ocasní plochou ve tvaru písmene T. Konstrukce byla částečně pokrytá krycími plechy. Část letounu měla plátěný povrch. Vstup vzduchu pro turbohřídelový motor Lycoming YT53-L-1 se nacházel na vrchní straně trupu letounu kousek za dvoumístným kokpitem se sedadly umístěnými vedle sebe. Motor roztáčel protisměrné vrtule. Ty se nacházely na otočných gondolách na koncích křídla s krátkým rozpětím a úzkou tětivou. Proud spalin od motoru byl veden do ocasní části, kde měl letoun mechanismus, který sloužil k jeho vychýlení pro let ve visu a dopředný let. Tato soustava nesla název „Jetivator“.
Klíčovým prvkem letounu byly právě vrtule, které byly navrženy s ohledem na generování radiálního vztlaku. Byly tedy kratší, se širokými zkroucenými listy. Kromě generování radiálního vztlaku se také měly vyznačovat nižší hlučností než měly v té době jiné vyvíjené letouny kategorie VTOL s delšími užšími listy, které nevyužívaly tuto vlastnost vrtule. Při jejich výrobě byly využity skelná vlákna.
Letoun měl původně jednoduchý pevný podvozek s ostruhovým kolem, který byl později upraven přidáním dalších kol, které se nacházel před původním pevným podvozkem.

## Vznik a vývoj
Na sklonku 50. let 20. století si byla společnost Curtiss-Wright vědoma, že doba konvenčních vrtulových letounů pomíjí. Její divize věnující se návrhu a výrobě letadel byla od roku 1952 rozpuštěna. Přesto byla významným výrobcem vrtulí. Technici společnosti v čele s Henry Borstem, v té době přišli s myšlenkou na využití radialního vztlaku, což byl jinak nežádoucí projev letecké vrtule. Radiální vztlak měl přispívat ke generování vztlaku, ale i pro dopředný let. Společnost Curtiss-Wright si od tohoto konceptu slibovala návrat na trh s výrobou letadel.
Práce na letounu začaly  začátkem roku 1958. Roll out letounu proběhl 22. prosince 1958 na letišti Curtiss-Wright Fairfield v New Jersey. Letové zkoušky začaly 20. dubna následujícího roku, kdy se ještě upoutaný pokoušel o vznášení. 12. září 1959 vzlétl letoun poprvé bez upevnění, ale jednalo se pouze o visení ve vzduchu. Vrtulník byl navíc úmyslně zatížen, aby se předešlo vylétnutí letadla z místa působení přízemního efektu.
K přechodu z vertikálního vzletu do dopředného letu došlo až 13. dubna roku 1960. Základní testovací program byl dokončen 21. července 1960. Technici z NASA, kteří navštívili Curtiss-Wright podnikli další lety 12. a 13. srpna 1960. Letoun byl na podzim roku 1960 zapůjčen do výzkumného centra NASA v Langley pro provádění dalších testů. NASA se v té době věnovala také letounům kategorie VTOL. Konvertoplán X-100 použila pro výzkum působení vrtulí na různé povrchy přistávacích ploch. NASA jej měla využívat maximálně při letu ve visu a většinu testů strávil připoután k zemi. Během testování u NASA došlo 5. října 1961 k nehodě při níž se letoun převrátil na levý pylon. Tato nehoda ukončila letové zkoušky tohoto typu.
Celkově letoun strávil ve vzduchu 14 hodin. Motor byl v chodu 220 hodin při pozemních zkouškách.
Během doby, kdy NASA zkoušela letoun X-100 už společnost Curtiss-Wright pracovala na dalším konvertoplnánu, ten dostal zprvu označení X-200, nebo Model 200 a později mu bylo přiděleno letectvem označení X-19.
Programy kovertoplánů X-19 a X-100 a dalších letounů kategorie VTOL pomohly demonstrovat praktičnost letadel VTOL, ale také poukázaly na to, že k překonání technických překážek je potřeba nezbytný vládní zájem a s tím i související finanční podpora.
X-100 sice pomohl ověřit koncept radiálního vztlaku, ale letoun trpěl problémy. Mezi ně patřila nemožnost přejít do autorotace při výpadku motoru, směrové ovládání letounu bylo špatné, problémem bylo také dosažení hladkého dosednutí, neboť letoun trpěl poskakováním.
Roku 1969 věnovala společnost Curtiss-Wright letoun X-100 Smithsonově institutu.

## Specifikace
Technické údaje
- Posádka: 2
- Rozpětí křídla: 4 m[4]
- Nosná plocha křídla: 2,1 m²[4]
- Průměr rotoru: 3,05 m
- Délka: 8,64 m
- Výška: 3,28 m
- Prázdná hmotnost: 1 481 kg
- Celková hmotnost: 1 580 kg[4]

Curtiss-Wright X-100 (N853)

- Pohonná jednotka: 1x turbohřídelový motor Lycoming YT53-L-1 o výkonu 825 shp (615 kW)[2]